# Ali Charif al Rifi
Ali Charif al Rifi est un général libyen qui a commandé l'armée de l'air libyenne sous le régime de Kadhafi. 
Lors de la guerre civile libyenne de 2011, il reste loyal à Kadhafi. Il quitte la Libye pour le Niger après la seconde bataille de Tripoli, qui marque la fin du régime.